# Banassac
Banassac är en kommun i departementet Lozère i regionen Occitanien i södra Frankrike. Kommunen ligger i kantonen La Canourgue som tillhör arrondissementet Mende. År 2013 hade Banassac 872 invånare.

## Befolkningsutveckling
Antalet invånare i kommunen Banassac
| Referens: INSEE |